# Craig Shoemaker
Pour les articles homonymes, voir Shoemaker.
Craig Shoemaker est un acteur, scénariste et producteur américain né le 15 novembre 1962 à Philadelphie, Pennsylvanie (États-Unis).

## Filmographie

### comme acteur
- 1997 : The Lovemaster
- 1991 : Tomcat Angels
- 1993 : Acting on Impulse (TV) : Jeff
- 1996 : The Devil Takes a Holiday : Harry
- 1997 : The Lovemaster : Craig
- 1997 : Scream 2 : Film Teacher
- 1998 : My Generation (série TV) : Host (unknown episodes)
- 1998 : Lieu sûr (Safe House) : Stuart Bittenbinder
- 2004 : The List : Craig
- 2004 : Straight Eye for the Whipped Guy (série TV) : Host (2004-Present)
- 2005 : Neighborhood Watch : Will
- 2005 : Confession : Father Charles
- 2006 : Tripping Forward : Mack

### comme scénariste
- 2006 : National Lampoon's Totally Baked: A Potumentary

### comme producteur
- 2004 : Straight Eye for the Whipped Guy (série TV)